# 安托諾夫An-178
安托諾夫An-178運輸機 （烏克蘭語：Антонов Ан-178） 是安托諾夫航空科學技術聯合體以安托諾夫An-148-200支線客機為基礎研製的一種短程中型軍用運輸機。它在2010年2月5日公佈，及後在2015年4月16日推出，並在同年5月7日首飛。
An-178計劃用於取代過時的飛機如安托諾夫An-12，An-178使用類似An-148的航電套件和Progress D-436-148FM 渦輪扇葉發動機。 
An-178的潛在競爭對手是C-130J、Y-9、KC-390。該公司計劃建造超過200架同類型飛機。  
2022年俄烏戰爭爆發，烏克蘭飛機製造業全被摧毀，所有已簽未交付合同均無交付能力。

## 設計和開發

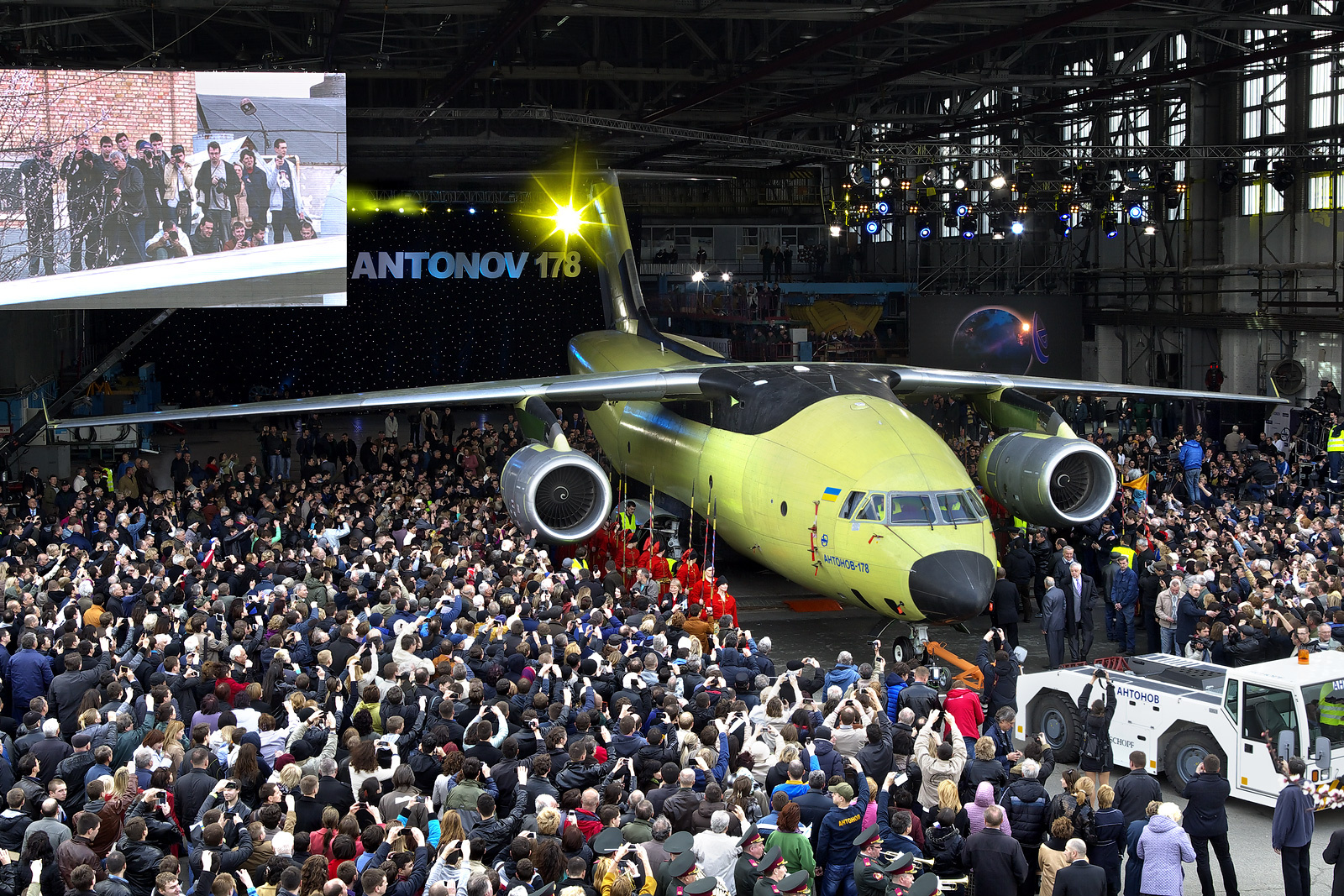
An-178上市典禮

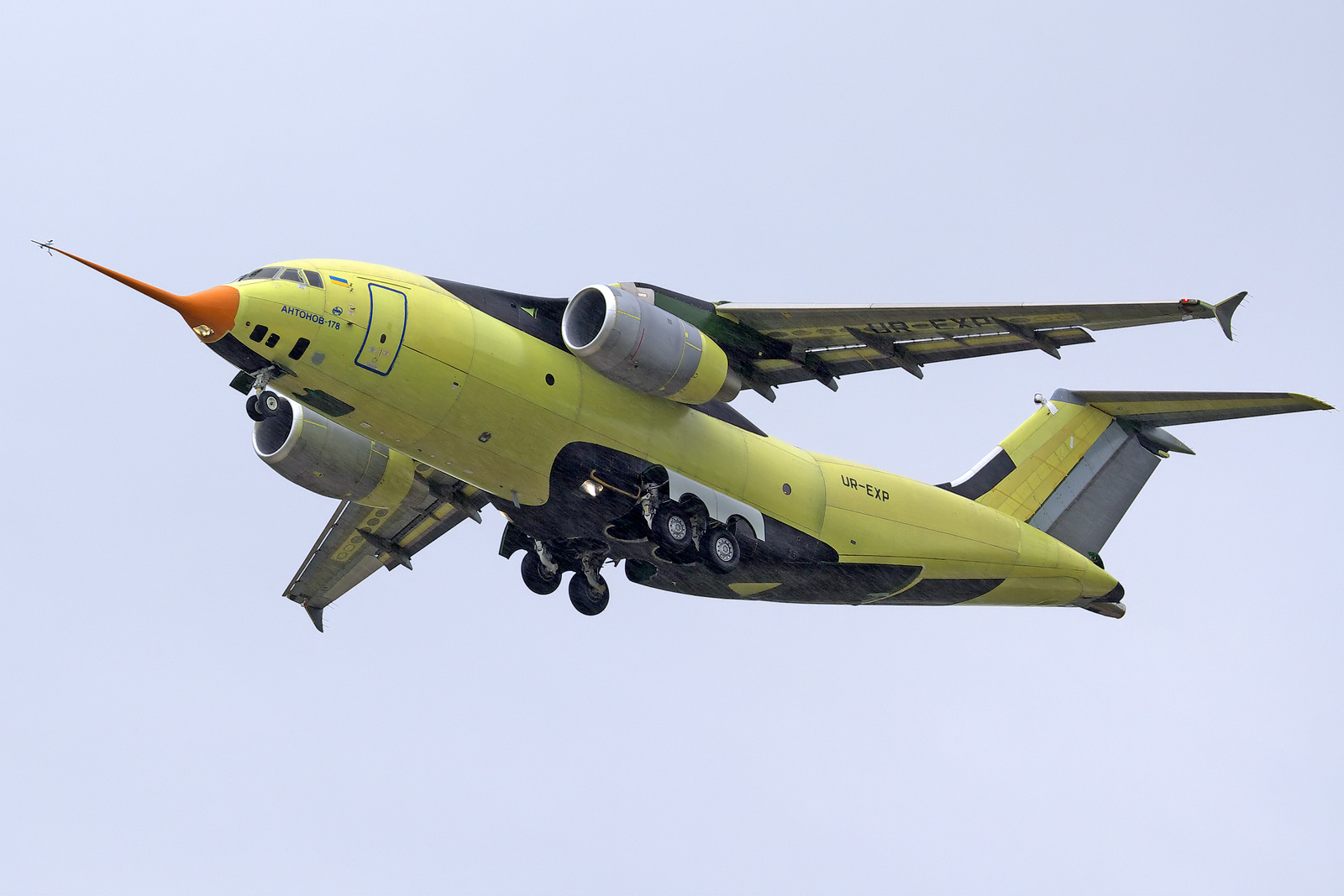
An-178原型機飛行

An-178是擁有中型後掠翼、翼尖小翼和T型尾翼的單翼機。機身使用鋁合金和複合材料，呈半單殼式構造和圓形橫截面。飛行控制系統為雙複式線傳飛控系統，由FSC-A和FCS-B組成，兩者分別控制兩個頻道。飛行操縱裝置包括靠近副翼的翼尖小翼、四個控制擾流板、六個速度制動擾流板、舵和應急機械式電纜備用系統。發動機為兩個 Progress D-436-148FM渦扇發動機。在超過1000公里航程，它能夠酬載18噸負載；或超過4000公里航程酬載10噸負載。 
飛機駕駛艙和前輪的設計來自An-158。貨艙闊大並在兩側有一對額外主輪。 飛機曾在2015年巴黎國際航空太空展登場。
2015年，48%的安托諾夫An-178零件在乌克兰制造，41%在俄罗斯制造，11%在其他国家制造。截至2016年，78%的An-178零件在乌克兰开始生产，22%在世界其他地区製造。2021年12月28日，乌克兰第一架國產安-178军用运输机在安东诺夫飞机制造厂下线。其中没有一个部件在俄罗斯生产。
2022年生產線已在俄烏戰爭中被毀，無後續生產。

## 用户与订单
秘魯
- 内政部国民警察部队买走了1架原型机

 阿联酋
- Maximus Air -簽訂意向書 [11]

- 絲綢之路航空 -2015年5月簽訂確認訂單訂購10架 [12][13]

 沙烏地阿拉伯
- 沙特阿拉伯皇家空軍 - 簽訂意向書訂購30架[14]

其他國家
- Iraqi Army（英语：Iraqi Army）[15]
- A-Star[16]
- Ministry of Internal Affairs of Ukraine（英语：Ministry of Internal Affairs of Ukraine）[17]
- 烏克蘭國防部 [18]

## 规格
- 飛行員：3名

- 載客/貨量：90人或70人傘兵

- 最大載重：18t

- 長度：32.95米

- 高度：10.14米

- 翼展：28.84米

- 發動機：D-436-148FM渦輪風扇，×2

### 性能
- 巡航速度：每小時800公里

- 升限：13000米

## 参見
相关开发
- 安-148

类似型号
- KC-390